# Carlo Rovelli (vescovo)
Carlo Rovelli (Como, 15 dicembre 1740 – Como, 3 dicembre 1819) è stato un vescovo cattolico italiano.

## Biografia
Nacque a Como il 15 dicembre 1740.
Intrapresa la carriera ecclesiastica, ottenne la consacrazione sacerdotale e si dedicò all'insegnamento di filosofia e teologia presso la Ordine dei frati predicatori di cui faceva parte. Trasferitosi poi a Milano, insegnò a Brera storia ecclesiastica, ottenendo in seguito una cattedra di fonti della teologia dogmatica all'Università di Bologna
Nominato vescovo di Como il 17 giugno 1793, fu immediatamente chiamato a fronteggiare le necessità imposte alla diocesi dagli eventi rivoluzionari dell'epoca, che minacciavano la sicurezza della sua sede episcopale.
Per questo motivo, cercò subito di fortificare la presenza religiosa nella diocesi, favorendo innanzitutto gli ordini di fondazione locale come quello dei padri somaschi, che il 19 settembre ottennero di fondare un collegio a Tirano.
Nel 1804 dovette fronteggiare gli impedimenti avanzati dalle autorità del Canton Ticino che, visti i presupposti della Rivoluzione francese e della calata napoleonica in Italia, mirava a costituirsi in diocesi autonoma distaccata dalla secolare vicina di Como.
Nel 1815 gli fu proposto dall'imperatore Francesco I d'Austria di accettare la carica di arcivescovo di Milano, ma egli rifiutò e si dimise dall'incarico di vescovo di Como nel 1819. Gli venne quindi proposta la diocesi di Licopoli col titolo di vescovo titolare, ma a causa dell'età, morì a Como il 3 dicembre di quello stesso anno, prima di poter prendere possesso della nuova diocesi e lasciando aperta la spinosa questione della diocesi ticinese per i suoi successori.

## Genealogia episcopale
La genealogia episcopale è:
- Cardinale Scipione Rebiba
- Cardinale Giulio Antonio Santori
- Cardinale Girolamo Bernerio, O.P.
- Arcivescovo Galeazzo Sanvitale
- Cardinale Ludovico Ludovisi
- Cardinale Luigi Caetani
- Cardinale Ulderico Carpegna
- Cardinale Paluzzo Paluzzi Altieri degli Albertoni
- Papa Benedetto XIII
- Papa Benedetto XIV
- Papa Clemente XIII
- Cardinale Luigi Valenti Gonzaga
- Vescovo Carlo Rovelli, O.P.